# Buco nero AdS
Nella fisica teorica, per buco nero AdS si intende una soluzione di buco nero nell'ambito della relatività generale o delle sue estensioni, che rappresenta un oggetto massivo isolato, ma con una costante cosmologica diversa da zero.  Una tale soluzione avvicina asintoticamente lo spazio anti de Sitter (AdS) a un infinito spaziale, ed è una generalizzazione della soluzione del vuoto di Kerr, la quale avvicina asintoticamente lo spaziotempo di Minkowski all'infinito spaziale.

## Metrica
In 3+1D (tre dimensioni spaziali ed una temporale), la metrica (in coordinate polari) è data da:
{\displaystyle ds^{2}=-\left(k^{2}r^{2}+1-{\frac {C}{r}}\right)dt^{2}+{\frac {1}{k^{2}r^{2}+1-{\frac {C}{r}}}}dr^{2}+r^{2}d\Omega ^{2}}
dove t è la coordinata del tempo, r è la coordinata radiale, Ω sono le coordinate polari, C è una costante e k è la curvatura AdS.
In generale, in d+1D, la metrica è data da
{\displaystyle ds^{2}=-\left(k^{2}r^{2}+1-{\frac {C}{r^{d-2}}}\right)dt^{2}+{\frac {1}{k^{2}r^{2}+1-{\frac {C}{r^{d-2}}}}}dr^{2}+r^{2}d\Omega ^{2}}
Secondo la corrispondenza AdS/CFT, se la gravità fosse quantizzata, un buco nero AdS sarebbe duale allo stato termico sul limite isogonico. Nel contesto della AdS/QCD, questo corrisponderebbe alla fase di deconfinamento del plasma di quark e gluoni.